# Carica (additivo)
In scienza dei materiali, una carica è una sostanza che viene aggiunta alla formulazione di un materiale per ridurne il costo o per ottenere il miglioramento di alcune caratteristiche. In genere le cariche non partecipano alle reazioni chimiche (cioè sono inerti) e rimangono praticamente inalterate nel prodotto finito (cioè presentano un'elevata stabilità).

## Esempi
Alcuni esempi di materiali che contengono cariche sono la carta e la gomma.
Nella carta le cariche più comuni sono il caolino, il talco, i carbonati di calcio e magnesio, il diossido di titanio e la bentonite.
Nella gomma si aggiungono invece nerofumo, carbonati di calcio e magnesio, caolino, silice, silicati di calcio e alluminio, ossidi di ferro, zinco e titanio, litopone, barite e farina fossile.